# Juegos Mediterráneos de 1991
Los XI Juegos Mediterráneos se celebraron en Atenas (Grecia), del 28 de junio al 12 de julio de 1991, bajo la denominación Atenas 1991. Una ciudad de gran simbología deportiva fue el escenario de la undécima edición en el 40 aniversario del nacimiento de los Juegos Mediterráneos. Allí se alcanzó la cifra de 2.762 deportistas, llegados de 18 países. Los más laureados fueron Italia, Francia y Turquía, mientras que España quedó en cuarto lugar.
La figura de estos juegos fue la española Eva Rueda al conseguir 4 medallas de oro en las modalidades de salto, asimétricas, barra fija y suelo.
El total de competiciones fue de 217 repartidas en 24 deportes.

## Medallero
| Núm. | País       | Oro | Plata | Bronce | Total |
| ---- | ---------- | --- | ----- | ------ | ----- |
| 1    | Italia     | 67  | 49    | 52     | 168   |
| 2    | Francia    | 48  | 57    | 34     | 139   |
| 3    | Turquía    | 23  | 11    | 12     | 46    |
| 4    | España     | 22  | 39    | 49     | 110   |
| 5    | Yugoslavia | 16  | 13    | 9      | 38    |
| 6    | Grecia     | 9   | 22    | 29     | 60    |
| 7    | Argelia    | 9   | 3     | 5      | 17    |
| 8    | Egipto     | 8   | 10    | 17     | 35    |
| 9    | Marruecos  | 5   | 5     | 10     | 20    |
| 10   | Siria      | 4   | 2     | 5      | 11    |
| 11   | Chipre     | 1   | 2     | 1      | 4     |
| 12   | Líbano     | 1   | 1     | 1      | 3     |
| 13   | Túnez      | 1   | 0     | 5      | 6     |
| 14   | Albania    | 0   | 4     | 4      | 8     |

| Predecesor: Latikia 1987 | XI Juegos Mediterráneos 1991 | Sucesor: Languedoc-Rosséllon 1993 |

- Datos: Q2000553